# Mathilde Bourdieu
Pour les articles homonymes, voir Bourdieu (homonymie).
Mathilde Bourdieu, née le 15 avril 1999 à Paris en Île-de-France, est une footballeuse française évoluant au poste d'attaquante à l'Olympique de Marseille.

## Biographie
Mathilde Bourdieu commence le football à l'âge de 4 ans à l'Association sportive de Pompignan. Elle intègre ensuite en 2006 le Toulouse FC.

### Carrière en club
Mathilde Bourdieu commence sa carrière séniors avec le TFC en Division 2 le 15 mars 2015 lors de Claix - Toulouse. En 2016, elle rejoint le Football Club féminin de Juvisy-sur-Orge, dans l'Essonne, et intègre l'équipe séniors qui joue en première division féminine au mois de mai 2017.
En décembre 2017, Mathilde Bourdieu signe son premier contrat professionnel avec Juvisy qui est alors devenu le Paris FC.

### Carrière en sélection
Mathilde Bourdieu compte en 2015 deux sélections en équipe de France des moins des 16 ans ainsi que sept avec les moins des 17 ans en 2015 et 2016.
Elle fait partie de l'équipe de France des moins de 19 ans finaliste de l'Euro 2017 et cumule avec cette équipe huit sélections et trois buts en 2017 et 2018. Dans le même temps, elle participe à quatre matchs avec les moins de 20 ans, et compte également une sélection en équipe de France B en novembre 2018.
Le 3 novembre 2022 elle est convoquée pour la première fois en équipe de France A. 
Elle honore sa première sélection en équipe de France féminine de football le 31 octobre 2023, entrant en jeu face à la Norvège dans un match comptant pour la Ligue des nations.

## Palmarès

### En sélection
France -19 ans
- Euro U19
  - Finaliste : 2017